# Llista de videojocs d'Electronic Arts
En aquest article hi ha una llista de videojocs publicats per la publicadora de videojocs Electronic Arts.
| Índex A B C D E F G H I J K L M N O P Q R S T U V W X Y Z |

## 0-9
- 007: Agent Under Fire GameCube, PlayStation 2, Xbox
- 007: Everything or Nothing Game Boy Advance, GameCube, PlayStation 2, Windows, Xbox
- 007 Racing PlayStation
- 007: The World is Not Enough (2000) Nintendo 64, PlayStation
- 1503 A.D.: The New World Windows
- 1503 A.D.: Treasures, Monsters and Pirates (2004) Windows
- 2002 FIFA World Cup (2002) GameCube, PlayStation, PlayStation 2, Windows, Xbox
- 4-D Boxing DOS, Macintosh
- 688 Attack Sub Amiga, DOS, Genesis

## A
- AAARGH! Amiga
- Abrams Battle Tank (1988) DOS, Genesis
- Adventure Construction Set Amiga, Apple II, Commodore 64, DOS
- Adventure Pinball: Forgotten Island (2001) Windows
- AFL '98 (1998) Windows
- Age of Adventure (1986) Apple II, Atari 8-bit, Commodore 64
- Air Land Sea (1992) Amiga
- Alien Fires: 2199 AD (1986) DOS
- Aliens Versus Predator (1999) Windows
- Aliens versus Predator: Extinction (2003) PlayStation 2, Xbox
- Aliens Versus Predator (Edició d'or) (2000) Windows
- Alone in the Dark 2 (1994) PlayStation, Saturn
- Alternate Reality: The City (1985) Amiga
- American McGee's Alice (2000) Windows
- Amnesia (1986) Apple II, Commodore 64, PC Booter
- Andretti Racing (1996) PlayStation, Saturn, Windows
- The Aquatic Games (1992) Genesis
- Archon: The Light and the Dark (1983) Amiga, Amstrad CPC, Apple II, Atari 8-bit, Commodore 64, PC Booter
- Archon II: Adept (1984) Amiga, Amstrad CPC, Apple II, Atari 8-bit, Commodore 64, ZX Spectrum
- The Archon Collection (1989) Amiga
- Arcticfox (1986) Amiga, Apple II, Atari ST, Commodore 64, DOS, ZX Spectrum
- Are We There Yet? (1991) DOS
- ARL 96 (1995) DOS, Windows
- Armies of Exigo (2004) Windows
- Australian Rugby League (1994) Genesis
- Auto Destruct (1994) PlayStation

## B
- Bard's Tale Construction Set (1991) Amiga, DOS
- The Bard's Tale II: The Destiny Knight (1986) Amiga, Apple II, Commodore 64, DOS
- The Bard's Tale III: Thief of Fate (1988) Amiga, Apple II, Commodore 64, DOS
- The Bard's Tale Trilogy (1990) DOS
- Batman Begins (videojoc) (2005) Game Boy Advance, GameCube, PlayStation 2, Xbox
- Battle Chess II: Chinese Chess (1990) Amiga
- Battlefield 1942 (2002) Windows
- Battlefield 1942: Deluxe Edition (2003) Windows
- Battlefield 1942: Secret Weapons of WWII (2003) Windows
- Battlefield 1942: The Road to Rome (2003) Windows
- Battlefield 1942: World War II Anthology (2004) Windows
- Battlefield 2 (2005) Windows
- Battlefield 2: Modern Combat (2005) Xbox 360
- Battlefield 2: Special Forces (2005) Windows
- Battlefield Vietnam (2004) Windows
- Battle Squadron (1989) Genesis
- Beasts & Bumpkins (1997) Windows
- Beetle Adventure Racing! (1999) Nintendo 64
- Best of EA Sports (2003) Windows
- Best of Voodoo (1998) Windows
- The Biggest Names the Best Games 4 (1999) Windows
- BioForge (1995) DOS
- Bionicle (2003) GameCube, PlayStation 2, Windows, Xbox
- Bionicle: Matoran Adventures (2002) Game Boy Advance
- Birds of Prey (1991) Amiga, DOS
- Black (2006) PlayStation 2, Xbox
- Black Crypt (1992) Amiga
- Black & White (2001) Windows
- Black & White 2 (2005) Windows
- Black & White 2: Battle of the Gods (2006) Windows
- Black & White: Creature Isle (2002) Windows
- Black & White Deluxe (2003) Windows
- Blades of Vengeance (1993) Genesis
- Bloodwings: Pumpkinhead's Revenge (1995) DOS
- B.O.B. (1993) Genesis, SNES
- Boulder Dash (1984) Atari ST, Apple II, ZX Spectrum, Commodore 64, and Atari 8-bit, NES, Acorn Electron, DOS, Amstrad CPC
- Budokan: The Martial Spirit (1989) Amiga, Amstrad CPC, Commodore 64, DOS, Genesis, ZX Spectrum
- Buffy the Vampire Slayer (2002) Xbox
- Buick PGA Tour Courses (2000) Windows
- Bulls vs. Blazers and the NBA Playoffs (1992) Genesis, SNES
- Bulls vs. Lakers and the NBA Playoffs (1991) Genesis
- Bundesliga 99 (1998) Windows
- Burnout 3: Takedown (2004) PlayStation 2, Xbox
- Burnout Legends (2005) Nintendo DS, PSP
- Burnout: Revenge (2005) PlayStation 2, Xbox, Xbox 360

## C
- Car & Driver (1992) DOS
- Cartooners (1989) DOS
- Castrol Honda Superbike World Champions (1998) PlayStation
- Catwoman (2004) Game Boy Advance, GameCube, PlayStation 2, Windows, Xbox
- Caveman Ugh-Lympics (1988) Commodore 64, DOS
- Cel Damage (2001) GameCube, Xbox
- Centurion: Defender of Rome (1990) Amiga, DOS, Genesis
- Championship Bass (2000) PlayStation, Windows
- Chuck Yeager's Advanced Flight Trainer (1987) Amstrad CPC, Apple II, Commodore 64, DOS, ZX Spectrum
- Chuck Yeager's Advanced Flight Trainer 2.0 (1989) Amiga, Atari ST, DOS
- Chuck Yeager's Air Combat (1991) DOS
- Clandestiny (1996) Windows
- Clive Barker's Undying (2001) Windows
- Comanche 4 (2001) Windows
- The Command & Conquer Collection (2003) Windows
- Command & Conquer: Generals (2003) Windows
- Command & Conquer: Generals - Zero Hour (2003) Windows
- Command & Conquer: Red Alert (1996) PlayStation
- Command & Conquer: Red Alert 2 (2000) Windows
- Command & Conquer: Red Alert 2 (Collector's Edition) (2000) Windows
- Command & Conquer: Red Strike (2002) Windows
- Command & Conquer: Renegade (2002) Windows
- Command & Conquer: Theater of War (2001) DOS, Windows
- Command & Conquer: The First Decade (2006) Windows
- Command & Conquer: Tiberian Sun (1999) Windows
- Command & Conquer: Tiberian Sun - Firepower (2000) Windows
- Command & Conquer: Tiberian Sun - Firestorm (2000) Windows
- Command & Conquer: Yuri's Revenge (2001) Windows
- The Complete Ultima VII (1994) DOS
- Counter-Strike 1 Anthology (2005) Windows
- The Creed (1998) Windows
- Cricket 2000 (1999) PlayStation, Windows
- Cricket 2004 (2004) PlayStation 2, Windows
- Cricket 96 (1996) DOS
- Cricket 97 (1997) DOS, Windows
- Cricket World Cup 99 (1999) Windows
- Crüe Ball (1992) Genesis
- Crusader: No Remorse (1995) DOS, PlayStation
- Cyberia (1994) PlayStation
- CyberMage: Darklight Awakening (1995) DOS
- Cyber Tiger Woods Golf (1999) Game Boy Color, Nintendo 64, PlayStation

## D
- Dan Dare: Pilot of the Future (1986) Commodore 64
- Dark Castle (1986) Genesis
- Darklight Conflict (1997) DOS, PlayStation, Saturn, Windows
- Daughter of Serpents (1992) DOS
- Deathlord (1987) Apple II, Commodore 64
- Deer Hunt Challenge (1999) Windows
- Def Jam: Fight for NY (2004) GameCube, PlayStation 2, Xbox
- Def Jam: Vendetta (2003) GameCube, PlayStation 2
- Delta Force: Land Warrior (2000) Windows
- Delta Force: Task Force Dagger (2002) Windows
- Delta Force 2 (1999) Windows
- Demon Stalkers (1987) Commodore 64, DOS
- Desert Strike: Return to the Gulf (1992) Amiga, DOS, Game Boy, Game Boy Advance, Game Gear, Genesis, Lynx, Sega Master System, SNES
- Diablo (1996) PlayStation
- Die Hard Trilogy (1996) PlayStation
- Disney's Party (2003) Game Boy Advance, GameCube
- Disney's Stitch: Experiment 626 (2002) PlayStation 2
- Dr. J and Larry Bird Go One on One (1983) Amiga, Apple II, Atari 7800, Atari 8-bit, Commodore 64, Macintosh, PC Booter, TRS-80 CoCo
- Drome Racers (2002 GameCube, PlayStation 2, Windows
- Dune 2000 (1998) PlayStation
- Dungeon Keeper (1997) DOS, Windows
- Dungeon Keeper 2 (1999) Windows
- Dungeon Keeper Gold (1998) Windows
- Dungeon Keeper: The Deeper Dungeons (1997) Windows

## E
- EA Games Collection (2004) Windows
- Earl Weaver Baseball (1987) Amiga, Apple II, DOS
- Earth & Beyond (2002) Windows
- Earth Orbit Stations (1987) Apple II, Commodore 64
- EA Sports Mania Pack (2000) Windows
- Electronic Arts Top Ten - Blue (2002) Windows
- Electronic Arts Top Ten Family Fun Pack (2001) Educational, Simulation, Strategy Windows
- Electronic Arts Top Ten Pack (2001) Windows
- Electronic Arts Top Ten - Red (2002) Windows
- Elitserien 2001 (2001) Windows
- Emperor: Battle for Dune (2001) Windows
- Escape from Hell (1990) DOS
- Escape from Monster Manor (1993) 3DO
- The Essential Selection: Sport (1995) DOS
- Extreme Pinball (1995) DOS, PlayStation

## F
- F1 2000 (2000) PlayStation, Windows
- F1 2001 (2001) PlayStation 2, Windows, Xbox
- F1 2002 (2002) Game Boy Advance, GameCube, PlayStation 2, Windows, Xbox
- F-16 Combat Pilot (1989) DOS
- F1 Career Challenge (2003) GameCube, PlayStation 2, Windows, Xbox
- F1 Championship Season 2000 (2000) PlayStation, PlayStation 2, Windows
- F1 Manager 2000 (2000) Windows
- F-22 Interceptor (1991) Genesis
- F-22 Lightning 3 (1999) Windows
- F/A 18 Interceptor (1988) Amiga
- Fade to Black (videojoc) (1995) DOS, PlayStation
- The Faery Tale Adventure: Book I (1987) Genesis
- F.A. Premier League Stars 2001 (2000) PlayStation, Windows
- F.A. Premier League Stars (1999) PlayStation, Windows
- Ferrari Formula One (1988) Amiga, Atari ST, Commodore 64, DOS
- FIFA 11 (2010)
- FIFA 2000: Major League Soccer (1999) Game Boy Color, PlayStation, Windows
- FIFA 2001 (2000) PlayStation, PlayStation 2, Windows
- FIFA 97 (1996) DOS, Genesis, PlayStation, Saturn, SNES, Windows
- FIFA 98: Road to World Cup (1997) Genesis, Nintendo 64, PlayStation, Saturn, SNES, Windows
- FIFA 99 (1998) Nintendo 64, PlayStation, Windows
- FIFA International Soccer (1993) 3DO, Amiga, DOS, Game Gear, Genesis, Sega CD, Sega Master System, SNES
- FIFA Manager 06 (2005) Windows.
- FIFA Manager 10.
- FIFA Soccer 06 (2005) GameCube, PlayStation 2, PSP, Windows, Xbox, Xbox 360
- FIFA Soccer 2002 (2001) GameCube, PlayStation, PlayStation 2, Windows
- FIFA Soccer 2003 (2002) Game Boy Advance, GameCube, PlayStation, PlayStation 2, Windows, Xbox
- FIFA Soccer 2004 (2003) Game Boy Advance, GameCube, N-Gage, PlayStation, PlayStation 2, Windows, Xbox
- FIFA Soccer 2005 (2004) Game Boy Advance, GameCube, N-Gage, PlayStation, PlayStation 2, Windows, Xbox
- FIFA Soccer 64 (1997) Nintendo 64
- FIFA Soccer 95 (1994) Genesis
- FIFA Soccer 96 (1995) DOS, Game Gear, Genesis, PlayStation, Saturn, Sega 32X, SNES
- FIFA Soccer Manager (1997) Windows
- FIFA Street (2005) GameCube, PlayStation 2, Xbox
- FIFA Street 2 (2006) GameCube, PlayStation 2, PSP, Xbox
- FIFA World Cup: Germany 2006 (2006) GameCube, PlayStation 2, PSP, Windows, Xbox, Xbox 360
- Fighter Pilot (1998) Windows
- Fight Night 2004 (2004) PlayStation 2, Xbox
- Fight Night: Round 2 (2005) GameCube, PlayStation 2, Xbox
- Fight Night: Round 3 (2006) PSP
- Final Fantasy X-2 (2003) PlayStation 2
- Fire Fight (1996) Windows
- Fire King (1989) DOS
- Flight Unlimited III (1999) Windows
- Flood (1990) Amiga, Atari ST
- Fountain of Dreams (1990) DOS
- Freedom Fighters (2003) GameCube, PlayStation 2, Windows, Xbox
- Freedom Force (2002) Windows
- Freekstyle (2002) GameCube, PlayStation 2
- Front Office Football 2001 (2000) Windows
- Fusion (1988) Amiga, Atari ST
- Future Cop LAPD (1998) PlayStation, Windows

## G
- Galapagos (1997) Windows
- Galidor: Defenders of the Outer Dimension (2002) Game Boy Advance
- Gamers Pack (2003) Windows
- General Chaos (1994) Genesis
- Genewars (1996) DOS, Windows
- Ghosthunter (2003) PlayStation 2
- Global Operations (2002) Windows
- The Godfather: The Game (2006) PlayStation 2, Windows, Xbox
- GoldenEye: Rogue Agent (2004) GameCube, PlayStation 2, Xbox
- Golden Nugget 64 (1998) Nintendo 64
- Golden Oldies Volume 1: Computer Software Classics (1985) DOS
- Grand Prix Circuit (1988) Commodore 64

## H
- Half-Life 1 Anthology (2005) Windows
- Half-Life 2 (2004) Xbox
- Half-Life 2 (Game of the Year Edition) (2005) Windows
- Hard Hat Mack (1983) Amstrad CPC, Apple II, Atari 8-bit, Commodore 64, PC Booter
- Hard Nova (1990) Amiga, Atari ST, DOS
- Harley's Humongous Adventure (1994) SNES
- Harry Potter and the Chamber of Secrets (2002) Game Boy Advance, Game Boy Color, GameCube, PlayStation, PlayStation 2, Windows, Xbox
- Harry Potter and the Goblet of Fire (2005) Game Boy Advance, GameCube, PlayStation 2, PSP, Windows, Xbox
- Harry Potter and the Prisoner of Azkaban (2004) Game Boy Advance, GameCube, PlayStation 2, Windows, Xbox
- Harry Potter and the Sorcerer's Stone (2001) Game Boy Advance, Game Boy Color, GameCube, PlayStation, PlayStation 2, Windows, Xbox
- Harry Potter: Quidditch World Cup (2003) GameCube, PlayStation 2, Windows, Xbox
- Haunting Starring Polterguy (1993) Genesis
- Heroes of the 357th (1992) DOS
- Hi-Octane (1995) DOS, PlayStation
- Hong Kong Mahjong (1992) DOS
- Hot Wheels: Turbo Racing (1999) Nintendo 64, PlayStation
- Hound of Shadow (1989) Amiga, Atari ST, DOS

## I
- Immercenary (1995) 3DO
- The Immortal (1990) Amiga, Apple II, Atari ST, DOS, Genesis, NES
- Imperium (1990) Amiga, Atari ST, DOS
- Indianapolis 500: The Simulation (1989) Amiga, DOS

## J
- James Bond 007: From Russia with Love (2005) GameCube, PlayStation 2, Xbox
- James Pond: Underwater Agent (1990) Genesis
- James Pond 2: Codename: RoboCod (1991) Genesis
- James Pond 3: Operation Starfish (1993) Genesis
- Jane's Combat Simulations - 688(I) Hunter/Killer (1997) Windows
- Jane's Combat Simulations: Advanced Tactical Fighters (1996) DOS
- Jane's Combat Simulations: Advanced Tactical Fighters - Nato Fighters (1996) DOS
- Jane's Combat Simulations: AH-64D Longbow (1996) DOS
- Jane's Combat Simulations: AH-64D Longbow: Flash Point Korea (1996) DOS
- Jane's Combat Simulations: AH-64D Longbow Limited Edition (1996) DOS
- Jane's Combat Simulations: Air Superiority Collection (2000) Windows
- Jane's Combat Simulations: Attack Pack (1998) DOS, Windows
- Jane's Combat Simulations: F-15 (1998) Windows
- Jane's Combat Simulations: F/A-18 Simulator (1999) Windows
- Jane's Combat Simulations: Fighters Anthology (1997) Windows
- Jane's Combat Simulations: Fleet Command (1998) Windows
- Jane's Combat Simulations: Israeli Air Force (1998) Windows
- Jane's Combat Simulations: Longbow 2 (1997) Windows
- Jane's Combat Simulations: Longbow Anthology (1998) DOS, Windows
- Jane's Combat Simulations: Longbow Gold (1997) DOS, Windows
- Jane's Combat Simulations - Naval Warfare Collection (2000) Windows
- Jane's Combat Simulations: USAF (2000) Windows
- Jane's Combat Simulations: U.S. Navy Fighters '97 (1997) Windows
- Jane's Combat Simulations: WWII Fighters (1998) Windows
- John Madden Football (1988) Apple II, Commodore 64, DOS
- John Madden Football (1990) Amiga, Genesis, SNES
- John Madden Football '92 (1991) Genesis
- John Madden Football '93 (1992) 3DO, Genesis, SNES
- John Madden Football II (1991) DOS
- J.R.R. Tolkien's The Lord of the Rings, Vol. I (1990) Amiga
- Jungle Strike: The Sequel to Desert Strike (1993) Amiga, Amiga CD32, DOS, Genesis, SNES

## K
- Kasparov's Gambit (1993) DOS
- Keef the Thief (1989) Amiga, DOS
- Kessen (2000) PlayStation 2
- The Killing Game Show (1990) Genesis
- King's Bounty (1990) Genesis
- Kings of the Beach (1988) Commodore 64, DOS, NES
- KKND: Krush, Kill 'N' Destroy (1997) DOS
- KKND: Krush Kill 'n Destroy Xtreme (1997) Windows
- Knights of Honor (2004) Windows
- Knockout Kings (1998) PlayStation
- Knockout Kings 2000 (1999) Game Boy Color, Nintendo 64, PlayStation
- Knockout Kings 2001 (2000) PlayStation, PlayStation 2
- Knockout Kings 2002 (2002) PlayStation 2, Xbox
- Knockout Kings 2003 (2002) GameCube
- Krazy Ivan (1996) PlayStation

## L
- The Labyrinth of Time (1993) Amiga CD32, DOS
- Lakers vs. Celtics and the NBA Playoffs (1989) DOS, Genesis
- Lands of Lore III (1999) Windows
- The Laptop Collection (2003) Windows
- Leander (1991) Genesis
- Legacy of the Ancients (1987) Apple II, Commodore 64, DOS
- LEGO Creator: Harry Potter and the Chamber of Secrets (2002) Windows
- LHX: Attack Chopper (1990) DOS, Genesis
- Loaded (1995) PlayStation
- Looney Tunes Back in Action (2003) Game Boy Advance, GameCube, PlayStation 2
- The Lord of the Rings: Tactics (2005) PSP
- The Lord of the Rings: The Battle for Middle Earth II—(Collector's Edition) (2006) Windows
- The Lord of the Rings: The Battle for Middle Earth II (2006) Windows, Xbox 360
- The Lord of the Rings: The Battle for Middle-Earth (2004) Windows
- The Lord of the Rings: The Return of the King (2003) Game Boy Advance, GameCube, PlayStation 2, Windows, Xbox
- The Lord of the Rings: The Third Age (2004) Game Boy Advance, GameCube, PlayStation 2, Xbox
- The Lord of the Rings: The Two Towers (2002) Game Boy Advance, GameCube, PlayStation 2, Xbox
- Lords of Conquest (1985) Apple II, Atari 8-bit, Atari ST, Commodore 64, DOS
- The Lost Files of Sherlock Holmes: The Case of the Rose Tattoo (1996) DOS
- The Lost Files of Sherlock Holmes: The Case of the Serrated Scalpel (1992) 3DO, DOS
- The Lost World: Jurassic Park (1997) PlayStation
- Lotus: The Ultimate Challenge (1992) Genesis
- Lotus Turbo Challenge 2 (1991) Genesis
- Low Blow (1990) DOS

## N
- NBA Live '06 (2005) Xbox 360, Xbox, GameCube, PlayStation 2, Windows
- NBA Live 07 (2006) Xbox, Xbox 360, PlayStation 2, Windows, PSP
- NBA Live 08 (2007) PlayStation 3, PlayStation 3, Xbox 360, Wii, Windows, PSP
- NBA Street Homecourt (2007) PlayStation 3, Xbox 360

## O
- One on One: Dr. J vs. Larry Bird (1988) Commodore 64, DOS, Genesis, NES